# Euplexia lucisquama
Euplexia lucisquama là một loài bướm đêm trong họ Noctuidae.